# Linia kolejowa nr 369
Linia kolejowa nr 369 – jednotorowa, niezelektryfikowana linia kolejowa znaczenia miejscowego łącząca stację Mieszków ze stacją Śrem.
Pierwotnie linia docierała do stacji Czempiń i miała długość 53,530 km.

## Historia
Decyzję o budowie odcinka łączącego Śrem z obecną linią kolejową nr 271 Wrocław – Poznań wydały władze pruskie w 1880 roku. Koncesję na budowę 20-kilometrowego odcinka do Czempinia uzyskało Towarzystwo Kolei Górnośląskiej, a prace rozpoczęto w 1884r. 15 października 1885 r. otwarto odcinek Śrem – Czempiń. Ze względu na przyległość torów do drogi, by nie powodować zagrożenia w ruchu drogowym, w projekcie założono prędkość pociągu wynoszącą 20–30 km/h (torowisko poprowadzono wzdłuż obecnej drogi wojewódzkiej 310 w taki sposób, że skrajnia niemal styka się z krawędzią drogi). W 1906 r. linia została przedłużona przez Książ Wielkopolski do Mieszkowa. Po wojnie w 1945 r. linia służyła jako zaopatrzenie dla Poznania. W okresie tym przez Śrem przejeżdżały także pociągi dalekobieżne, zastąpione później normalnymi pociągami osobowymi. W 1995 r., ze względu na nieopłacalność eksploatacji spowodowaną przede wszystkim brakiem zainteresowania podróżnych z powodu bardzo długiego czas przejazdu (dojazd do Śremu samochodem zajmował mniej czasu), zawieszono ruch pasażerski na całej długości linii. W 2005 r. właściciele prywatnej fabryki mebli w Psarskiem wybudowali bocznicę przy zakładzie, co doprowadziło do wznowienia ruchu towarowego na odcinku Czempiń – Śrem. Obecnie prowadzone są przewozy do odlewni żeliwa i elektrociepłowni w Śremie. Pociąg kursuje z częstotliwością raz na 1-2 miesiące. Odcinek Śrem – Mieszków jest nieczynny i nieprzejezdny.
W 2020 linia przeszła do drugiego etapu oceny w ramach programu rządowego Kolej+, w ramach którego nastąpić ma jej rewitalizacja na odcinku 21,6 km kosztem 313 milionów złotych.
20 kwietnia 2022 oficjalnie ogłoszono listę linii zakwalifikowanych do programu rządowego Kolej +. 27 stycznia 2023 roku doszło do podpisania umowy między PKP PLK a urzędem marszałkowskim województwa wielkopolskiego na realizację zadania z programu Kolej +, mającego na celu modernizację i elektryfikację linii. Dnia 29 sierpnia 2023 roku zawarto umowę z Mosty Katowice & Arcadis za kwotę około 9,7 mln zł na przeprowadzenie rewitalizacji linii.